# Spagna ai Giochi della XXIII Olimpiade
La Spagna partecipò ai Giochi della XXIII Olimpiade, svoltisi a Los Angeles, Stati Uniti, dal 28 luglio al 12 agosto 1984, con una delegazione di 179 atleti impegnati in ventitré discipline.

## Medaglie
| Medaglia | Atleta                                 | Sport            | Evento                |
| -------- | -------------------------------------- | ---------------- | --------------------- |
| Oro      | Luis Doreste Roberto Molina            | Vela             | 470                   |
| Argento  | Luis María Lasúrtegui Fernando Climent | Canottaggio      | Due senza maschile    |
| Argento  | Spagna                                 | Pallacanestro    | Torneo maschile       |
| Bronzo   | Narcisco Suárez Enrique Míguez         | Canoa/kayak      | C2 500 metri maschile |
| Bronzo   | José Manuel Abascal                    | Atletica leggera | 1500 metri maschili   |

### Medagliere per discipline
| Sport            | Oro | Argento | Bronzo | Totale |
| ---------------- | --- | ------- | ------ | ------ |
| Vela             | 1   | 0       | 0      | 1      |
| Canottaggio      | 0   | 1       | 0      | 1      |
| Pallacanestro    | 0   | 1       | 0      | 1      |
| Atletica leggera | 0   | 0       | 1      | 1      |
| Canoa/kayak      | 0   | 0       | 1      | 1      |
| Totale           | 1   | 2       | 2      | 5      |

## Risultati

### Pallacanestro
- Uomini

| Atleta | Classifica |
| --- | ---------- |
| V · D · M Nazionale spagnola - Pallacanestro ai Giochi della XXIII Olimpiade - Torneo maschile 4 Beirán · 5 Llorente · 6 Arcega · 7 Margall · 8 Jiménez · 9 Romay · 10 Martín · 11 Corbalán · 12 Solozábal · 13 de la Cruz · 14 López · 15 Epi · All. Antonio Díaz-Miguel | Argento    |
| Nazionale spagnola - Pallacanestro ai Giochi della XXIII Olimpiade - Torneo maschile |            |
| 4 Beirán · 5 Llorente · 6 Arcega · 7 Margall · 8 Jiménez · 9 Romay · 10 Martín · 11 Corbalán · 12 Solozábal · 13 de la Cruz · 14 López · 15 Epi · All. Antonio Díaz-Miguel                                                                                                |            |

### Pallanuoto
| Atleta | Classifica |                   |
| --- | --- | ----------------- |
| V · D · M Nazionale maschile spagnola di pallanuoto · Giochi olimpici - Los Angeles 1984 Perpiñá • Morillo • Fernández • Canal • Estiarte • Robert • R. Aguilar • Signes • A. Aguilar • Carmona • Sans • Neira • Moya · CT : Pujol | 4° |                   |
| Nazionale maschile spagnola di pallanuoto · Giochi olimpici - Los Angeles 1984 | |                   |
| Perpiñá • Morillo • Fernández • Canal • Estiarte • Robert • R. Aguilar • Signes • A. Aguilar • Carmona • Sans • Neira • Moya · CT: Pujol                                                                                           | Perpiñá • Morillo • Fernández • Canal • Estiarte • Robert • R. Aguilar • Signes • A. Aguilar • Carmona • Sans • Neira • Moya · CT: Pujol | Spagna (bandiera) |